# Grand Hotel Prishtina
Grand Hotel Prishtina je název pro rozlehlý hotel v centru kosovské metropole Prištiny, vybudovaný na místě bývalého kostela jižně od bulváru Matky Terezy (albánsky Nenë Terezë), na centrálním prištinském náměstí. Jedná se o ubytovací zařízení s kapacitou 360 pokojů.

## Historie
Volný prostor na místě současného hotelu, jednoho ze symbolů Prištiny před rokem 1991[zdroj?], vznikl v 50. letech 20. století, během realizace radikálního plánu modernizace a přestavby města.
Hotel tvoří tři od sebe stavebně oddělené a jen částečně (v přízemí a prvním patře) propojené bloky s různou výškou (8, 12 a 5 pater). Vznikl na základě projektu tříčlenného týmu architektů, do kterého patřili Bashkim Fehmiu, Miša Jevremović a Dragan Kovačević.
Otevřen byl v roce 1978. Stal se velmi rychle dominantou města a také jediným pětihvězdičkovým hotelem v kosovské metropoli. Měl být symbolem toho nejlepšího, co mohla Jugoslávie Kosovu nabídnout[zdroj?]. Měl vlastní diskotéku, bowlingovou dráhu a luxusní restauraci v 13. patře. V 80. letech 20. století byl vystaven řadě hospodářských problémů kolabujícího jugoslávského hospodářství. Po roce 1990 hotel rychle ztratil svůj zvuk, v druhé polovině desetiletí jej obsadili srbští ozbrojenci, pobýval zde např. Željko Ražnatović, známý pod přezdívkou Arkan.
V roce 2006 se jej kosovská privatizační agentura pokoušela neúspěšně prodat soukromým investorům. Na počátku 21. století byl jeden z bloků rekonstruován a nově obložen. Úroveň služeb hotelu byla předmětem kritiky, negativně se k němu vyjádřili i političtí představitelé Kosova, jako např. Hashim Thaci.